# Gene Luotto
Gene Luotto (* Ende der 1920er Jahre in Brooklyn, New York; † 20. Oktober 2011 in Rom) war ein italienisch-US-amerikanischer Drehbuchautor und Synchronregisseur.
Luotto kam nach einer Scheidung nach Italien, wo er Arbeit als Drehbuchautor und später als Synchronregisseur fand. Zahlreiche Filme wurden von ihm ins Englische übersetzt und die internationale Fassung überwacht.

## Filmografie (Auswahl)

### Drehbuch
- 1964: Schnelle Colts für Jeannie Lee (Sfida a Rio Bravo)
- 1970: Die rechte und die linke Hand des Teufels (Lo chiamavano Trinità)
- 1982: Giuseppe Verdi – Eine italienische Legende (Verdi)